# Bemböle skola

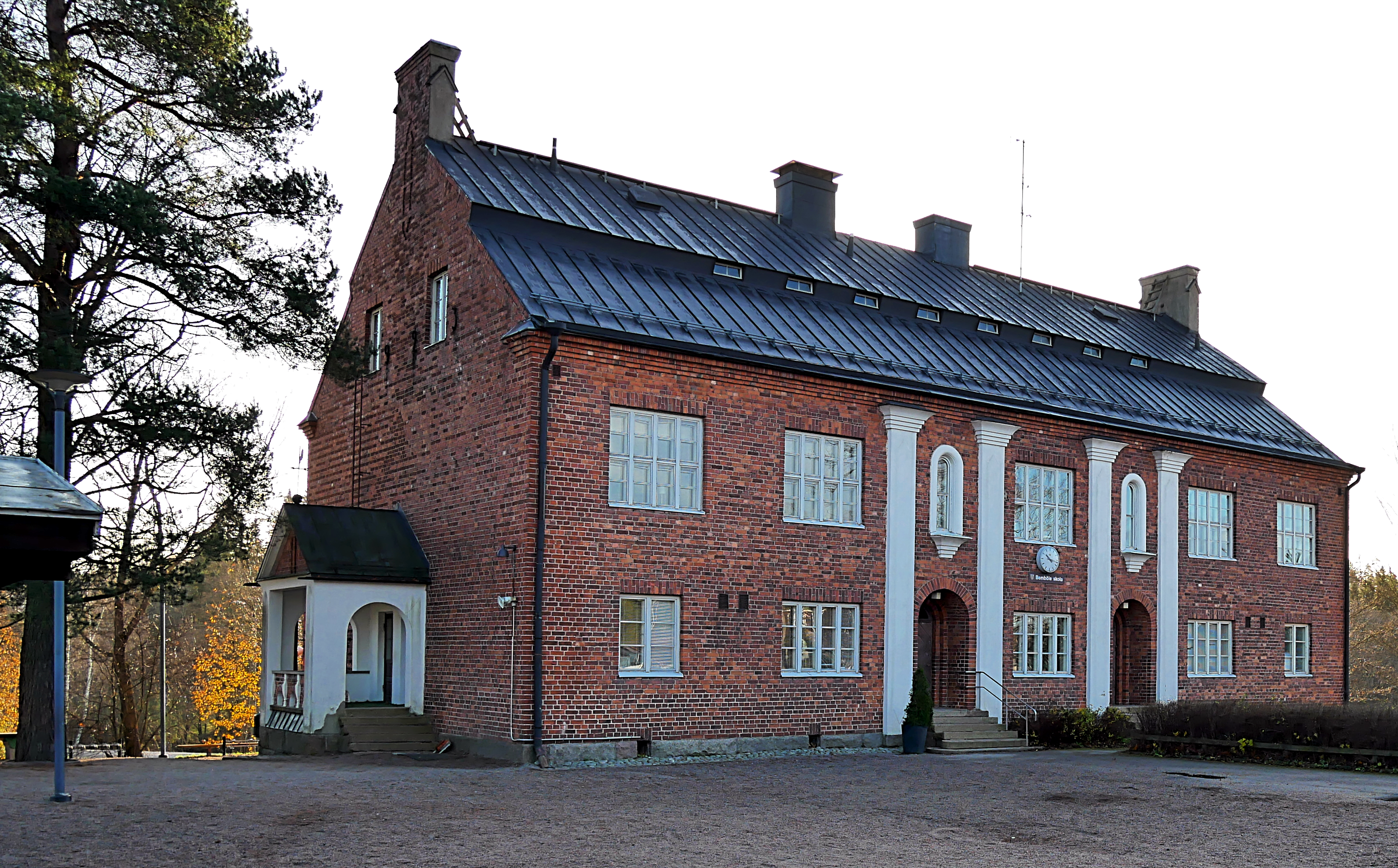
Bemböle skola i Esbo.

Bemböle skola är en svenskspråkig skola i Bemböle i Esbo i Finland. Skolan är belägen i korsningen av Kungsvägen och Åbovägen. Skolbyggnaden uppfördes 1923 och är bland de äldsta skolbyggnaderna i Esbo. Skolan ger undervisning i årskurserna 1–4. Skolan samarbetar med Lagstads skola, där eleverna studerar från och med årskurs 5. Skolan stängdes i juni 2022.
Skolbyggnaden är byggd i rött tegel och är en historiskt viktig byggnad.